# 皮囊式陶瓷壺
皮囊式陶瓷壺為模仿皮囊壺造型的陶瓷器，目前推定最早可能從唐代開始，就有此樣式的陶瓷器出現。

## 形制
皮囊式陶瓷壺大致上由注口、提樑、壺身，這三部分組成，細節造型上隨著年代發展演變，有些在注口上會加裝不同造型的插栓，或在提樑後方有不一樣的裝飾，例如羽毛樣式的裝飾或是平頂柱栓等等，壺身則可見運用黏貼泥條、雕花、劃花、印花等等方式裝飾，有些壺底部還有圈足構造存在。

## 皮囊式壺發展史
早期學者大多推定，皮囊式陶瓷壺最早可能出現在遼朝（西元916－1125年），但在隨著越來越多考古證據的出土及海撈，還有學者們的比對及研究後，推定此類壺應該從唐代就已經出現。
在日本東京國立博物館及日本出光美術館內，分別有兩件屬於低溫鉛釉陶的三彩瓷器館藏，一開始學者保守的將其判定為遼代的作品，但是由於其三彩釉色的施釉特徵，類似集中出現在盛唐時代的作品，因此被修訂為唐代的作品，這兩件作品也屬於皮囊式陶瓷壺中較早出現的，從這兩件作品可以看出，當時的皮囊式陶瓷壺，除了三彩釉色外，造型也有其特色，注口沿通常高於或平行於提梁，而提樑則連接在注身和尾翼裝飾上，且提梁些微高於尾翼，壺身則有仿金銀器鏨金裝飾的紋路。
除了三彩皮囊式陶瓷壺作品外，唐代的皮囊式壺中還有許多作品，其中不乏也有一些高溫的白瓷和青瓷器件，樣式上可被分為三類。其中第一類壺的壺身均有仿皮革縫合痕跡的裝飾泥條，提梁高於或平行於注口及羽翼裝飾，注口下方多帶有仿皮帶狀的箍扣裝飾，底部平坦無圈足或是呈圜底，此類的壺可以臺灣國立故宮博物院蒐藏的白瓷皮囊壺為例子；第二類的壺，壺身呈現上窄下豐，注口短直，提梁一邊緊接注身，一邊則由仿皮帶的泥條扣於壺身上，導致提梁尾端翹起呈尾翼形狀，此樣式的壺曾在1990年初期在江蘇揚州市唐代文化宮建築基址中的唐代文化層出現，目前蒐藏於國立故宮博物院的另一件白瓷皮囊壺便是屬於此類作品，以上兩類作品被認為應該是晚唐時期的產物；第三類壺的樣式則是有一拱形提梁，提梁的一側有短直流，另外一側則有平行的柱栓，短直流還配置了活動式的鳳首插栓，提梁和短直流及柱栓相接的部分有仿皮帶狀的箍扣，壺身除了也有仿皮革縫合痕跡的裝飾泥條，還有許多繁複裝飾，例如花卉貼紋等等，在年代上這一類的作品則還沒有切確的定論。另外，在英國維多利亞與亞伯特美術館的一件白釉鐵班皮囊壺館藏，此壺壺身上有晚唐時期流行的褐斑裝飾，注口和提梁及羽翼裝飾之前的關係，比較相近於三彩皮囊式陶瓷壺作品，但其壺身又有仿皮革縫合痕跡的裝飾泥條，注口下方又帶有仿皮帶狀的箍扣裝飾，可以看出樣式上從三彩皮囊式陶瓷壺轉變到第一類壺的演變。
遼代早期的皮囊式壺，大致上有扁身單孔式及扁身提梁式兩種類型，扁身提梁式為上窄下豐，壺身上有一注口，注身上安置提梁，和唐代某些壺的樣式很類似，但是整體壺身較長。

## 引用資料
1. ↑  C0090754 三彩袋形水注，東京国立博物館
2. ↑  唐至宋 白瓷皮囊壺 （页面存档备份，存于），器物典藏資料檢索系統 - 國立故宮博物院
3. ↑  晚唐~五代 九~十世紀 白瓷皮囊壺 （页面存档备份，存于），器物典藏資料檢索系統 - 國立故宮博物院
4. ↑  C.103-1913 （页面存档备份，存于）, Victoria and Albert Museum

- 謝明良. (2008). 記皮囊式壺. 陶瓷手記－陶瓷史思索和操作的軌跡 (pp. 87-99). 中華民國: 石頭出版股份有限公司.